# نفقه
نفقه طبق ماده ۱۱۰۷ قانون مدنی ایران، عبارتست از:
همه نیازهای متعارف و متناسب با وضعیت زن از قبیل خانه، پوشاک، غذا، اثاث منزل و هزینه‌های درمانی و بهداشتی و خادم در صورت عادت یا احتیاج به واسطه نقصان یا مرض. ملائت و توانایی اقتصادیِ مرد یا وضعیت خانوادهٔ پدری زن، ملاکی برای تعیین میزانِ نفقه «نیست».

## ریشه‌شناسی
نَفَقه در لغت به معنیِ هزینه، خرج، اخراجات، خرج هر روزه، خرجی، آمده‌است.
نَفَقه یعنی انفاق، و کمک کردن از باب نیکوکاری است؛ البته این نفقه بعضاً الزام‌آور می‌شود مانند نفقه زوجه و نفقه اقارب و خویشاوندان.

## لزوم نفقه برای همسر(زوجه)
بر اساس ماده ۱۱۰۲ قانون مدنی  همین که ازدواج صورت گرفت رابطه زناشویی بین دوطرف بوجود می آید و حقوق و تکالیف همسر و شوهر در مقابل همدیگر برقرار می‌شود. دو شرط زیر برای صورت گیری نفقه ضروری است:
۱-دایمی بودن عقد که قانون مدنی در ماده ۱۱۰۶ تصریح دارد: در عقد دایم نفقه همسر به عهده شوهر است.
۲-تمکین (فرمانبری) کامل زوجه

## نفقه زن در دوران عقد
اصولاً در دوران عقد زن و مرد در یک منزل سکونت ندارند و رابطه زناشویی زن و مرد تا قبل از ازدواج، مرسوم نیست و به اصطلاح همسر باکره است. بنابراین، در اینجا نه تمکین عام محقق شده است و نه تمکین خاص. به همین دلیل است که برخی باور دارند که نفقه زن تنها پس از ازدواج به زن تعلق می گیرد و در دوران عقد نفقه ای به زن داده نمی شود، این در صورتی است که بر اساس ماده ۱۱۰۲ قانون مدنی همین که ازدواج انجام شد، روابط زناشویی میان دو طرف بوجود می آید و حقوق و تکالیف زوجین در برابر یکدیگر برقرار می شود.
به طور کلی، از مواد مختلف قانون مدنی نظیر مواد 1106، 1108 و 1085 دررابطه‌با نفقه در دوران عقد نتیجه می‌گیریم که:
1.   نفقه زوجه در دوران عقد بر ذمه شوهرش قرار می‌گیرد.
2.   پدرخانم هیچ مسئولیتی نسبت به پرداخت نفقه دخترش پس از ازدواج ندارد.
3.   منظور از عقد، صرفاً عقد دائم است. ازاین‌رو، به خانمی که در عقد موقت یا در دوران نامزدی است، نفقه تعلق نمی‌گیرد.
4.   اگر زن ناشزه باشد؛ یعنی بدون دلیل موجه از انجام وظایف زناشویی امتناع کند، نمی‌تواند از شوهر خود نفقه بگیرد.
5.   چنانچه خانم در دوران عقد از حق حبس خود استفاده کند تا مهریه‌اش را بگیرد، همچنان نفقه به او تعلق می‌گیرد.

## شرایط وجود نفقه
داگر زن سرپیچی کند دیگر نفقه به او داده نمیشود و شرط تعلق نفقه به تمکین او بستگی دارد.هر زمان که از دستورات شوهر، فرمانبری کند و با خانواده خود خوش برخورد باشد، نفقه وی نیز، دوباره برقرار خواهد شد.
عدم حسن معاشرت در روابط زوجین،  همسر را نمونه ای از "نشوز" یا"سرپیچی از فرمان شوهر" قرار می‌دهد و در چنین موضعی، نفقه بر او تعلق نمی گیرد.
با وجود تهیه منزل متعارف و مناسب با شأن زن، اگر زندگی در آنجا موجب ضرر و زیان بدنی (آزار و اذیت) یا شرافتی زن باشد، خروج او از منزل موجب «نشوز» و «سرپیچی» زن نمی‌شود.

## انواع نفقه در متون قانونی ایران
در متن های قانونی، نفقه بر ۳ نوع قید شده که به ترتیب اهمیت هرکدام، قوانین به شکل زیرند:
- نفقه زوجه: مسکن و پوشاک و خوراک و اثاث خانه در حدود مناسبت عرفی یا وضع زوج و خادم در صورت عادت زوجه به داشتن خادم یا حاجت او به واسطه ناخوشی یا نقص عضوی[۹]
- نفقه اقارب(نزدیکان): مسکن، اثاث خانه، خوراک و پوشاک به قدر رفع حاجت با در نظر گرفتن درجه استطاعت انفاق‌کننده[۱۰]
- نفقه زندانی: خوراک و پوشاک و دوا و طبیب و حمام زندانی را گویند.[۱۱]

## موارد نفقه
1. غذا: غذا اساسی‌ترین بخش نفقه را تشکیل می‌دهد. معیار در غذا، مقداری است که برای سیر کردن او کافی باشد و در کیفیت و نوع  باید به عرف مراجعه کرد. از این رو، آنچه که برای امثال او متعارف است و با مزاج او سازگاری دارد و آنچه که به آن عادت کرده، به گونه‌ای که به ترک آن زیانبار است باید برایش تهیه شود.
2. لباس: در مقدار و جنس لباس، باید عادت امثال او و شهری که در آن ساکن است و همچنین به فصلهایی از سال که به لباس نیاز پیدا می‌کند، ملاک قرار گیرد؛ چون در کمیت، کیفیت و جنس لباس نسبت به این مسائل اختلافی فاحش پیدا می‌شود. اگر زن اهل تجمل و زیباپوشی است و به لباسهای زینتی و تجملی نیاز دارد واجب است که علاوه بر دیگر لباسها، به حسب حال امثال او، برایش تهیه شود.[نیازمند منبع]
3. مسکن: حق مسکن از مهم‌ترین ارکان نفقه است و مرد وظیفه دارد به عنوان سرپرست خانواده برای همسر خود منزلی مناسب و در شأن او برگزیند و آرامش خاطر او را فراهم سازد؛ بنابراین، زن حق دارد در خانه‌ای که متناسب و معمول امثال اوست سکونت داده شود؛ حتی می‌تواند از شوهرش خانه‌ای جدا بخواهد که متعلق به خودش شود یا برایش اجاره کند.[نیازمند منبع]
4. لوازم خانه: لوازم منزل از مهم‌ترین ضروریات زندگی است که کمیت و کیفیت به عرف و عادت موکول می‌شود. بر این پایه، مجموعه وسایلی که برای تأمین حداقل نیازهای معیشتی زن ضرورت دارد باید برایش تهیه شود.
5. خدمتکار: اگر زن، از خانواده‌های اشراف -که دارای خدمتکار و کلفت هستند- باشد، مرد باید برایش خدمتکار بگیرد؛ اگرچه به بیش از یک نفر نیاز داشته باشد.
6. هزینه‌های درمانی و بهداشتی: هزینه داروهایی که زن به‌طور متعارف به آن نیاز دارد و هزینه نظافت و بهداشت فردی او بر عهده شوهر است.

۷- هزینه سفر: خرج سفر زن اگر بیشتر از مخارج وطن باشد با شوهر نیست، ولی اگر شوهر مایل باشد که زن را سفر ببرد باید خرج سفر او را بدهد.

## نفقه خویشان و نزدیکان
خویشاوندان در اینجا عبارتند از:
1. فرزندان و نوه‌ها، اگر چه پایین‌تر روند (مانند نبیره و نتیجه).
2. پدر و مادر و پدربزرگها و مادربزرگها، اگر چه بالاتر روند.

نفقه این دو دسته -خواه مرد باشند یا زن، کوچک یا بزرگ، مسلمان یا کافر- به تفصیلی که می‌آید، بر مرد واجب است؛ ولی نفقه دیگر نزدیکان، به ویژه کسانی که از او ارث می‌برند، مستحب و پسندیده است.